# Seznam městských částí Osla

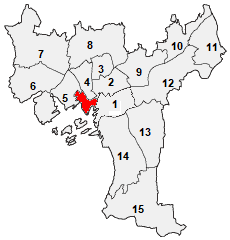
Městské části Oslo podle svých čísel, Sentrum červeně

Patnáct městských částí Osla bylo vytvořeno 1. ledna 2004. Každá z nich má volenou místní radu s omezenými pravomocemi.
| Obvod             | Počet obyvatel | Rozloha  | Číslo |
| ----------------- | -------------- | -------- | ----- |
| Alna              | 49 801         | 13,7 km2 | 12    |
| Bjerke            | 33 422         | 7,7 km2  | 9     |
| Frogner           | 59 269         | 8,3 km2  | 5     |
| Gamle Oslo        | 58 671         | 7,5 km2  | 1     |
| Grorud            | 27 707         | 8,2 km2  | 10    |
| Grünerløkka       | 62 423         | 4,8 km2  | 2     |
| Nordre Aker       | 52 327         | 13,6 km2 | 8     |
| Nordstrand        | 52 459         | 16,9 km2 | 14    |
| Sagene            | 45 089         | 3,1 km2  | 3     |
| St. Hanshaugen    | 38 945         | 3,6 km2  | 4     |
| Stovner           | 33 316         | 8,2 km2  | 11    |
| Søndre Nordstrand | 39 066         | 18,4 km2 | 15    |
| Ullern            | 34 596         | 9,4 km2  | 6     |
| Vestre Aker       | 50 157         | 16,6 km2 | 7     |
| Østensjø          | 50 806         | 12,2 km2 | 13    |

Kromě toho existuje také Marka (1610 obyvatel), lesnatá a kopcovitá oblast obklopující město, která je spravována několika městskými částmi, a Sentrum (1471 obyvatel, 1,8 km²), které je zčásti spravováno obvodem St. Hanshaugen a zčásti přímo městskou radou. K 1. lednu 2020 mělo Oslo 693 494 obyvatel, z nichž 2386 nebylo přiděleno k žádné městské části.